# Balón de Oro 1975

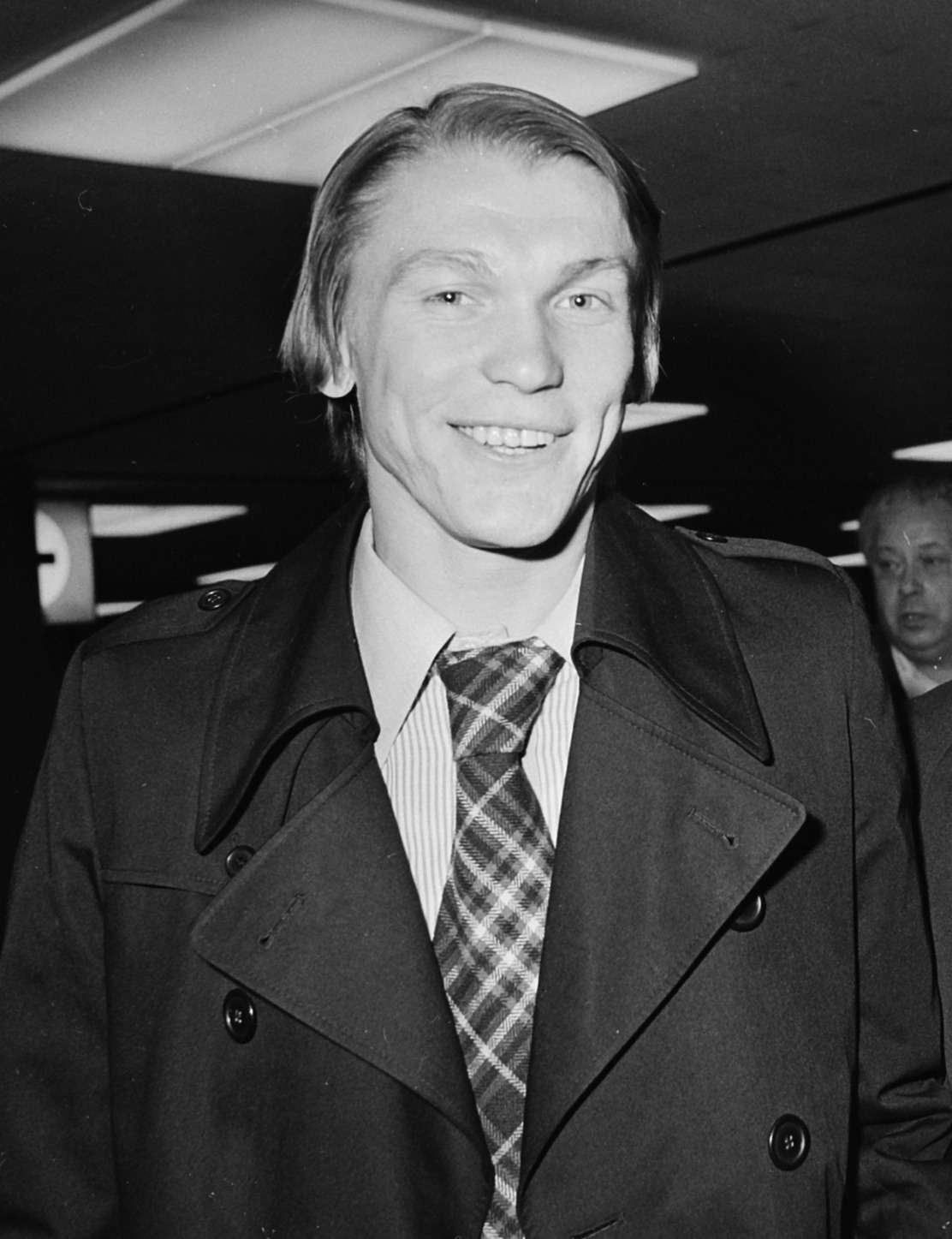
Ganador del Balón de Oro de 1975, el ucraniano Oleg Blojín

La edición de 1975 del Balón de Oro, 20.ª edición del premio de fútbol creado por la revista francesa France Football, fue ganada por el soviético Oleg Blojín (Dinamo Kiev).
El jurado estuvo compuesto por 26 periodistas especializados, de cada una de las siguientes asociaciones miembros de la UEFA: Alemania Occidental, Alemania Oriental, Austria, Bélgica, Bulgaria, Checoslovaquia, Dinamarca, España, Finlandia, Francia, Grecia, Hungría, Inglaterra, Irlanda, Italia, Luxemburgo, Noruega, Países Bajos, Polonia, Portugal, Rumanía, Suecia, Suiza, Turquía, Unión Soviética y Yugoslavia.
El resultado de la votación fue publicado en el número 1551 de France Football, el 30 de diciembre de 1975.

## Sistema de votación
Cada uno de los miembros del jurado elige a los que a su juicio son los cinco mejores futbolistas europeos. El jugador elegido en primer lugar recibe cinco puntos, el elegido en segundo lugar cuatro puntos y así sucesivamente.
De esta forma, se repartieron 390 puntos, siendo 130 el máximo número de puntos que podía obtener cada jugador (en caso de que los 26 miembros del jurado le asignaran cinco puntos).

## Clasificación final
| Puesto | Jugador            | Equipo                          | Votos | Votos | Votos | Votos | Votos | Votos | Puntos |
| Puesto | Jugador            | Equipo                          | 1º    | 2º    | 3º    | 4º    | 5º    | Total | Puntos |
| ------ | ------------------ | ------------------------------- | ----- | ----- | ----- | ----- | ----- | ----- | ------ |
| 1º     | Oleg Blojín        | Dinamo Kiev                     | 20    | 5     |       | 1     |       | 26    | 122    |
| 2º     | Franz Beckenbauer  | Bayern Múnich                   | 4     | 2     | 3     | 2     | 1     | 12    | 42     |
| 3º     | Johan Cruyff       | Barcelona                       |       | 3     | 2     | 3     | 3     | 11    | 27     |
| 4º     | Berti Vogts        | Borussia Mönchengladbach        |       | 4     | 3     |       |       | 7     | 25     |
| 5º     | Sepp Maier         | Bayern Múnich                   | 2     | 1     | 1     | 1     | 1     | 6     | 20     |
| 6º     | Ruud Geels         | Ajax                            |       | 1     | 2     | 3     | 2     | 8     | 18     |
| 7º     | Jupp Heynckes      | Borussia Mönchengladbach        |       | 1     |       | 6     | 1     | 8     | 17     |
| 8º     | Paul Breitner      | Real Madrid                     |       | 1     | 2     | 2     |       | 5     | 14     |
| 9º     | Colin Todd         | Derby County                    |       |       | 2     | 2     | 2     | 6     | 12     |
| 10º    | Dudu Georgescu     | Dinamo Bucarest                 |       | 2     | 1     |       |       | 3     | 11     |
| 11º    | Peter Lorimer      | Leeds                           |       | 1     | 1     | 1     |       | 3     | 9      |
|        | Pirri              | Real Madrid                     |       | 1     | 1     |       | 2     | 4     | 9      |
|        | Branko Oblak       | Hajduk Split / Schalke 04       |       |       | 3     |       |       | 3     | 9      |
| 14º    | Günter Netzer      | Real Madrid                     |       | 1     |       | 1     |       | 2     | 6      |
|        | Dino Zoff          | Juventus                        |       |       | 2     |       |       | 2     | 6      |
|        | Ralf Edström       | PSV Eindhoven                   |       |       | 1     |       | 3     | 4     | 6      |
| 17º    | Hristo Bonev       | Lokomotiv Plovdiv               |       | 1     |       |       |       | 1     | 4      |
|        | Grzegorz Lato      | Stal Mielec                     |       | 1     |       |       |       | 1     | 4      |
| 19º    | Gerd Müller        | Bayern Múnich                   |       | 1     |       |       |       | 1     | 4      |
|        | Ivo Viktor         | Dukla Praga                     |       |       | 1     |       | 1     | 2     | 4      |
|        | Josip Katalinski   | Niza                            |       |       |       | 1     | 2     | 3     | 4      |
| 22º    | Ján Pivarník       | Slovan Bratislava               |       |       | 1     |       |       | 1     | 3      |
| 23.º   | Leonid Burjak      | Dinamo Kiev                     |       |       |       | 1     |       | 1     | 2      |
|        | Jürgen Croy        | Sachsenring Zwickau             |       |       |       | 1     |       | 1     | 2      |
|        | Johan Neeskens     | Barcelona                       |       |       |       | 1     |       | 1     | 2      |
|        | Jean-Marc Guillou  | Angers / Niza                   |       |       |       |       | 2     | 2     | 2      |
| 27º    | João Alves         | Boavista                        |       |       |       |       | 1     | 1     | 1      |
|        | Dragan Džajić      | Estrella Roja Belgrado / Bastia |       |       |       |       | 1     | 1     | 1      |
|        | Giacinto Facchetti | Inter de Milán                  |       |       |       |       | 1     | 1     | 1      |
|        | Don Givens         | Queens Park Rangers             |       |       |       |       | 1     | 1     | 1      |
|        | Pat Jennings       | Tottenham Hotspur               |       |       |       |       | 1     | 1     | 1      |
|        | Allan Simonsen     | Borussia Mönchengladbach        |       |       |       |       | 1     | 1     | 1      |

## Curiosidades
- João Alves se convierte en el primer jugador de un equipo portugués que no sea el Benfica en obtener algún punto en la clasificación final del Balón de Oro.